# ان‌جی‌سی ۴۲۵
ان‌جی‌سی ۴۲۵ (انگلیسی: NGC 425) نام یک کهکشان مارپیچی در صورت فلکی آندرومدا است.